# Агуас-да-Прата
Агуас-да-Прата (порт. Águas da Prata)  —  муниципалитет в Бразилии, входит в штат Сан-Паулу. Составная часть мезорегиона Кампинас. Входит в экономико-статистический  микрорегион Сан-Жуан-да-Боа-Виста. Население составляет 7455 человек на 2006 год. Занимает площадь 142,588 км². Плотность населения — 52,3 чел./км².

## История
Город основан 3 июля 1935 года.

## Статистика
- Валовой внутренний продукт на 2003 составляет 53.482.571,00 реалов (данные: Бразильский институт географии и статистики).
- Валовой внутренний продукт на душу населения на 2003 составляет 7.319,36 реалов (данные: Бразильский институт географии и статистики).
- Индекс развития человеческого потенциала на 2000 составляет 0,810 (данные: Программа развития ООН).

## География
Климат местности: субтропический. В соответствии с классификацией Кёппена, климат относится к категории Cfb.